# Прапор Кунева
Прапор Кунева — офіційний символ села Кунів, Шепетівського району Хмельницької області, затверджений 14 серпня 1997 року рішенням сесії сільської ради.
Автор — А. Гречило.

## Опис
Квадратне полотнище, на жовтому тлі чорна стріла з двома вістрями, вгорі на синій горизонтальній смузі (завширшки в 3/10 сторони прапора) біжить до древка коричнева куниця з жовтими кігтями.

## Значення символів
Стріла з двома вістрями є гербом волинських шляхтичів Куневських, котрі володіли містечкам у ХVІ ст. й багато зробили для його розвитку. Куниця є асоціативним символом і вказує на назву поселення, а також не те, що воно виникло серед лісів і його мешканці займалися полюванням. Синя смуга означає річку Вілію, а жовте поле — добробут і щедрість.